# Michel Castellani
Michel Castellani (Bastia, 28 settembre 1945) è un politico francese.

## Biografia
Fu consigliere territoriale dal 1986 al 1992 e dal 2010 al 2015. Nel 2014 fu eletto nel consiglio comunale di Bastia con la lista nazionalista Inseme per Bastia. Con la vittoria del suo schieramento fu nominato vicesindaco della cittadina còrsa.
Candidato con i nazionalisti di Pè a Corsica per un seggio all'assemblea nazionale durante le elezioni legislative del 2017, fu eletto al secondo turno con il 60,8%. In Parlamento fu uno dei fondatori del gruppo Libertà e territori.